# Naturschutzgebiet Mühlenberg (Brilon)
Das Naturschutzgebiet Mühlenberg mit einer Größe von 16,7 ha liegt östlich von Hoppecke im Stadtgebiet von Brilon. Das Gebiet wurde 2001 mit dem Landschaftsplan Hoppecketal durch den Hochsauerlandkreis als Naturschutzgebiet (NSG) ausgewiesen. Das gesamte NSG gehört zum FFH-Gebiet Gewässersystem Diemel und Hoppecke (DE 4617-302).

## Gebietsbeschreibung
Beim NSG handelt es sich um die Kuppe des Mühlenbergs mit Rotbuchenwald. Im NSG kommen seltene Tier- und Pflanzenarten vor. Das Landesamt für Natur, Umwelt und Verbraucherschutz Nordrhein-Westfalen dokumentierte im Schutzgebiet Pflanzenarten wie Ährige Teufelskralle, Alpen-Johannisbeere, Braunstieliger Streifenfarn, Breitblättriger Thymian, Busch-Windröschen, Christophskraut, Dorniger Schildfarn, Echter Kreuzdorn, Echtes Johanniskraut, Echtes Lungenkraut, Florentiner Habichtskraut, Frühlings-Platterbse, Färber-Ginster, Gewöhnliche Goldnessel, Großes Mausschwanzmoos, Harzer Labkraut, Heidelbeere, Kleine Bibernelle, Kleines Habichtskraut, Kletten-Labkraut, Magerwiesen-Margerite, Mittlerer Tüpfelfarn, Mittlerer Wegerich, Nesselblättrige Glockenblume, Oregano, Quirlblättrige Weißwurz, Rauhaarige Gänsekresse, Rundblättrige Glockenblume, Schaf-Schwingel, Sanikel, Scharfes Berufkraut, Schönes Frauenhaarmoos, Wald-Bingelkraut, Wald-Ehrenpreis, Wald-Labkraut, Wald-Veilchen, Wald-Wicke, Waldmeister, Wald-Zwenke, Weiches Kamm-Moos, Weißes Waldvögelein, Wiesen-Labkraut, Wildes Silberblatt, Zerbrechlicher Blasenfarn, Zweiblättrige Schattenblume und Zwiebel-Zahnwurz.

## Schutzzweck
Im NSG soll den Buchenwald mit seinem Arteninventar schützen. Wie bei allen Naturschutzgebieten in Deutschland wurde in der Schutzausweisung darauf hingewiesen, dass das Gebiet „wegen der Seltenheit, besonderen Eigenart und Schönheit des Gebietes“ zum Naturschutzgebiet wurde.
Der Landschaftsplan führt zum speziellen Schutzzweck auf: „Wesentlicher Schutzzweck ist die Sicherung des ökologischen Netzes ‚Natura 2000‘ im Sinne der FFH-RL, dem die hier wirksamen Ge- und Verbote des allgemeinen Festsetzungskataloges unter 2.1 Rechnung tragen.“